# Mustakorpi
Mustakorpi este o arie protejată (arie specială de conservare — SAC, sit de importanță comunitară — SCI) din Finlanda întinsă pe o suprafață de 13,6 ha, integral pe uscat.

## Localizare
Centrul sitului Mustakorpi este situat la coordonatele 64°05′48″N 25°05′26″E / 64.0967°N 25.0906°E.

## Înființare
Situl Mustakorpi a fost declarat sit de importanță comunitară în mai 2002 pentru a proteja un număr necunoscut de specii din flora spontană și fauna sălbatică aflate în arealul zonei. Situl a fost protejat și ca arie specială de conservare în aprilie 2015.

## Biodiversitate
Situată în ecoregiunea boreală, aria protejată conține 2 habitate naturale: Taiga vestică, Mlaștini împădurite.
La baza desemnării sitului se află un număr nedeclarat de specii protejate.